# 瑟斯頓 (內布拉斯加州)
瑟斯頓（英語：Thurston）是位於美國內布拉斯加州瑟斯頓縣的村。

## 人口
根據2020年美國人口普查的數據，瑟斯頓的面積為0.73平方千米，皆為陸地。當地共有人口116人，而人口密度為每平方千米159人。